# Tomorrow Is Forever
Tomorrow Is Forever is een Amerikaanse dramafilm uit 1946 onder regie van Irving Pichel. De film is gebaseerd op het boek van Gwen Bristow en gaat over een veteraan (Orson Welles) die na terugkeer van dienst in de Eerste Wereldoorlog tot de ontdekking komt dat hij dood is verklaard en dat zijn vrouw (Claudette Colbert) sindsdien hertrouwd is met een andere man (George Brent).

## Verhaal
Als de Eerste Wereldoorlog uitbreekt, neemt Elizabeth afscheid van haar echtgenoot John, die bij het leger gaat. John raakt ernstig gewond in een strijd, waarbij zijn gehele gezicht verminkt raakt. Hij wordt verzorgd door dokter Ludwig, die hem vertelt dat plastische chirurgie zijn enige redmiddel voor herstel is. Terwijl hij een lange periode van herstel tegemoetgaat, krijgt Elizabeth door een fout in het systeem bericht dat haar man is overleden. Mede dankzij haar recent ontdekte zwangerschap is ze ontroostbaar.
Twintig jaar later is Elizabeth inmiddels hertrouwd met Lawrence en heeft, afgezien van een twintigjarige zoon Drew van John, een kind Brian. Ze leidt een gelukkig bestaan als lieftallige moeder in Baltimore, maar vreest - omdat Europa op het punt staat in oorlog te gaan - dat haar zoon binnenkort het leger in zal gaan. John gaat inmiddels door het leven als Erik Kessler en woont in Wenen met zijn geadopteerde dochter Margaret. Als hij een baan als scheikundige krijgt aangeboden bij het bedrijf van Hamilton, keert hij terug naar Baltimore.
Kessler komt tot de schrikbarende conclusie dat Elizabeth verneemt dat hij is gesneuveld en merkt dat ze gelukkig is met haar nieuwe familie. Hij laat plannen varen om zijn identiteit te onthullen, maar probeert wel een band op te bouwen met Drew, van wie hij snel tot de conclusie komt dat deze jongeman zijn zoon is. Hoewel hij in eerste instantie hem aanmoedigt om het leger te versterken, probeert hij Drew op een ander spoor te leiden als Elizabeth hem vertelt dat hij niet langer welkom is als hij haar zoon wegdrijft. Ondertussen begint het Elizabeth op te vallen dat Kessler net zo veel details over haar weet als John en dezelfde karakteristieken heeft. Al gauw raakt ze ervan overtuigd dat Kessler haar echtgenoot is. Kessler, die haar huidig leven niet wil kapotmaken, ontkent alles: hij probeert Elizabeth te overtuigen om niet in het verleden te leven maar in plaats daarvan zich te richten op de toekomst.
Elizabeth neemt Kesslers advies en laat het verleden symbolisch achter zich door Drew haar zegen te geven om het leger in te gaan. Ondertussen verbrandt Kessler zijn liefdesbrieven naar Elizabeth; hij stort in en overlijdt. Elizabeth is getreurd door het verlies en besluit Margaret in huis te nemen.

## Rolverdeling
| Acteur            | Personage                          |
| ----------------- | ---------------------------------- |
| Claudette Colbert | Elizabeth Hamilton                 |
| Orson Welles      | John Andrew MacDonald/Erik Kessler |
| George Brent      | Lawrence Hamilton                  |
| Lucile Watson     | Jessica Hamilton                   |
| Richard Long      | Drew Hamilton                      |
| Natalie Wood      | Margaret Ludwig                    |
| John Wengraf      | Dokter Ludwig                      |
| Sonny Howe        | Brian Hamilton                     |
| Ian Wolfe         | Norton                             |
| Joyce Mackenzie   | Cherry Davis                       |

## Achtergrond
Hoewel Gwen Bristows boek pas voor het eerst in 1944 verscheen, ging de film al in 1943 in productie. In november dat jaar werd aangekondigd dat Claudette Colbert en Irene Dunne de hoofdrollen zouden vertolken. Natalie Wood werd door Pichel gecast nadat ze indruk op hem had gemaakt met een figurantenrol in Happy Land (1943). Hoewel haar rol in Happy Land zeer klein was, herinnerde de regisseur haar jaren later nog, en belde haar moeder op om Wood een screentest aan te bieden. Woods moeder pakte onmiddellijk haar spullen en vertrok met Wood naar Hollywood.
In augustus 1945 werd aangekondigd dat de film zou worden verbannen in Aiken, nadat hoofdrolspeler Welles in die stad zijn naam berucht maakte door een politieke campagne te beginnen tegen een politieman die een gekleurde soldaat blind had geslagen. Welles gaf in een later interview toe dat hij enkel zijn medewerking voor de film verleende voor het geld, en dat hij niet gepassioneerd was over de inhoud.
Acteur Richard Long maakte in deze film zijn filmdebuut. Op 17-jarige leeftijd werd hij gecast als Welles en Colberts twintigjarige zoon. Long gaf in een later interview toe zeer nerveus te zijn, maar dat Colbert een goede moederfiguur was die hem door het opnameproces heen sleep.
Colbert keerde terug in haar rol in 1946, voor een uitzending van het Lux Radio Theatre, waarin ze tegenover Van Heflin te horen was, en nog een keer in 1950, in een bewerking voor Hallmark Playhouse tegenover Jeff Chandler.